# Avelino de Freitas de Meneses
Avelino de Freitas de Meneses (Lajes, 1958) é um historiador e professor catedrático português. Foi agraciado com a Grã-Cruz da Ordem da Instrução Pública, atribuída pelo Presidente da República (10 de junho de 2011), e com a Insígnia Autonómica de Reconhecimento, atribuída pela Assembleia Legislativa Regional dos Açores, (13 de junho de 2011).

## Biografia
Licenciou-se em 1981 em História na Universidade dos Açores (UAç), ingressando na carreira docente. Prestou provas de Aptidão Pedagógica e Capacidade Científica (1985) e de Doutoramento em História Moderna e Contemporânea (1992) na mesma instituição, sendo o primeiro aluno a nela completar integralmente o percurso académico do Ensino Superior.
Exerceu o cargo de diretor do Departamento de História, Filosofia e Ciências Sociais (DHFCS) da Universidade dos Açores nos períodos de 1992-1995 e 2000-2001.
Exerceu o cargo de Reitor da Universidade dos Açores de julho de 2003 a julho de 2011, tendo desempenhado, no âmbito do seu percurso académico, outras funções, designadamente as de Presidente do Conselho Científico, Diretor do Departamento de História, Filosofia e Ciências Sociais (DHFCS) e Diretor do Centro de Estudos Gaspar Frutuoso do DHFCS. 
Exerceu ainda os cargos de:
- Diretor da 2.ª Série da Revista Arquipélago/História
- Diretor da 2.ª Série do Arquivo dos Açores
- Diretor da História dos Açores

Exerceu as funções de:
- Coordenador do Vol. VII da Nova História de Portugal, dirigida por Joel Serrão e A. H. de Oliveira Marques
- Colaborador do Vol. III da Nova História da Expansão Portuguesa, coordenado por Artur Teodoro de Matos.
- Colaborador da Enciclopédia Açoriana

É presidente da Comissão Científica do Centro de História d'Aquém e d'Além-Mar (CHAM) das Universidades Nova de Lisboa e dos Açores.
Apesar de ser da direita conservadora e independente, foi Secretário Regional da Educação e Cultura do XI e do XII Governos Regionais dos Açores, de 8 de julho de 2014 a 24 de Outubro de 2020.

## Controvérsia
Durante o seu desempenho do cargo de Secretário Regional, defendeu abertamente a mistificação habitualmente feita pela direita reaccionária em torno da manifestação de 6 de Junho de 1975, realizada pela lavoura micaelense nesta data e ligada a vários actos terroristas, sempre condenada pelo PS e pelos partidos herdeiros da oposição ao fascismo. Apesar de não o demonstrar minimamente, afirmou em 6 de Junho de 2014, que "Esta data ainda não foi devidamente enobrecida, mas vai sê-lo à medida que o tempo for passando e as memórias se forem esvanecendo. Sem o 6 de junho de 1975 não se teria chegado tão longe". Respondendo às críticas feitas pelo antifascista Álvaro de Miranda, filho da historiadora Sacuntala de Miranda, numa entrevista no Açoriano Oriental, reafirmou a sua defesa da mistificação, sustentando falsamente que a criação da Junta Regional dos Açores, em Agosto de 1975, foi um resultado directo desta manifestação, apesar de ter sido condenada pelo MFA e pelo governo de Vasco Gonçalves, quando na verdade fora proposta inicialmente pelo "Grupo dos Onze", em Janeiro de 1975, presidido pelo então Governador Civil, António Borges Coutinho.

## Obra
É autor de uma centena de livros, capítulos e artigos, dispersos por publicações especializadas, com a temática das histórias de Portugal, das Ilhas e do Atlântico. No âmbito da investigação privilegia o estudo da História dos Açores durante a Idade Moderna, com destaque para a conjuntura da Dinastia Filipina no arquipélago e a conjuntura insular do século XVIII.  No primeiro campo, define nomeadamente a resistência da ilha Terceira, assim como as consequências da sua conquista em 1583, enquadrando a história insular na estrutura das disputas europeias pela partilha do Ultramar; no segundo, individualiza a ação do marquês de Pombal.
- 1987 - Os Açores e o Domínio Filipino (2 vol.)
- 1988 - O Município da Madalena (Pico): 1740-1764. Subsídios para o seu estudo
- 1993-1995 - Os Açores nas encruzilhadas de Setecentos (1740-1770) (3 vol.)
- 1994-1995 - Estudos de História dos Açores (2 vol.)
- 1995 – Contestação popular e impiedade régia: o motim de Angra em 1757
- 1997 – Os Açores na História do Atlântico: sustentáculo da aproximação dos mundos e acervo de património cultural submarino
- 1999 – Os ilhéus na colonização do Brasil: o caso das gentes do Pico na década de 1720
- 2000 – Madalena (Pico), 8 de Março de 1723: as condições da criação de um município
- 2001 – As histórias nacional, regional e local nos programas e manuais escolares dos ensinos básico e secundário
- 2001 – As ilhas, os arquivos e a história: o caso dos Açores
- 2001 - As Lajes da Ilha Terceira: aspectos da sua história
- 2002 – Uma memória de Portugal
- 2003 – Sobre história da solidariedade
- 2005 – Agualva e Vila Nova: uma raiz comum
- 2005 – O Significado de uma Expedição
- 2005 (29 abr) – A administração municipal de Ponta Delgada nos primórdios da autonomia (1896–1910)
- 2006 – Prefácio do Catálogo das Publicações do Departamento de Biologia 1976–2006
- 2007 – Portugal é o mar
- 2009 – Os Açores e os impérios: séculos XV a XX
- 2010 – O vinho na História dos Açores: a introdução, a cultura e a exportação